# گرهی یاسین
گرهی یاسین (به انگلیسی: Garhi Yasin) یک شهر در پاکستان است.